# Bergische Krankenkasse
Die  Bergische Krankenkasse ist eine Betriebskrankenkasse mit Sitz in Solingen. Sie betreut rund 75.000 Versicherte in den Bundesländern Nordrhein-Westfalen, Hamburg und Hessen. Geschäftsstellen befinden sich neben Solingen-Wald und -Ohligs in Wuppertal, Köln und Duisburg und Leverkusen.

## Geschichte

### Ursprünge in zwei Solinger Betrieben
Die Bergische Krankenkasse ging aus den Betriebskrankenkassen zweier Solinger Großbetriebe hervor. die ihre Ursprünge im 19. Jahrhundert haben. Das 1855 gegründete Unternehmen Kortenbach & Rauh eröffnete im Jahre 1871 die sogenannte „Kranken- und Sterbekasse des Schirmfurniturenherstellers Kortenbach & Rauh, Solingen-Weyer“, aus der später die BKK Kortenbach & Rauh hervorging. Das 1827 gegründete Unternehmen Rasspe, ein Hersteller von Landtechnik, eröffnete im Jahre 1909 eine eigene Betriebskrankenkasse, die spätere BKK P. D. Rasspe Söhne.
Nach dem wirtschaftlichen Niedergang der beiden Unternehmen am Ende des 20. Jahrhunderts fusionierten die beiden Betriebskrankenkassen am 1. Januar 1997 zur neuen Krankenkasse BKK Bergisch Land. Zu Beginn wurden die Arbeitnehmer noch direkt auf dem Betriebsgelände betreut.

### BKK Bergisch Land
Am 1. Januar 1998 verlegte die BKK Bergisch Land ihren Betriebssitz in eine eigene Geschäftsstelle in Solingen-Wald. Entsprechend den Anforderungen der Zeit öffnete sich die Krankenkasse dem Markt der gesetzlichen Krankenversicherungen im Rheinland. Unter den neuen Kunden waren viele Betriebsangehörige der Knirps GmbH. Die Krankenkasse eröffnete im Jahre 2001 ein neues Kundenzentrum in Wuppertal. Im Jahre 2004 wurde die Hauptgeschäftsstelle der Krankenkasse nach Solingen-Aufderhöhe verlegt. 2005 zog die Verwaltung der Krankenkasse in die ehemaligen Verwaltungsgebäude des Unternehmens Krups an der Heresbachstraße in Solingen-Wald um, wo sich bis heute der Hauptsitz der Krankenkasse befindet.

### Umbenennung in BKK Die Bergische Krankenkasse
Am 1. Juli 2005 benannte sich die Krankenkasse in BKK Die Bergische Krankenkasse um. Mit der Namensänderung wurde auch ein neues Corporate Design einschließlich neuem Logo eingeführt. Dabei änderte sich unter anderem die Farbe des Logos vom BKK-typischen Gelb zur neuen Farbe Grün. Beide Solinger Kundenzentren wurden 2008 am Standort der Hauptverwaltung in Wald zusammengelegt. Zum 1. Januar 2009 wurde der Vorsatz BKK aus dem Namen der Krankenkasse gestrichen.
Im Jahre 2011 eröffnete die Bergische Krankenkasse zwei weitere Kundenzentren in der Solinger Innenstadt (bis 2020) und in Bergisch Gladbach (bis 2021). Im Juni 2020 wurde das Kundenzentrum in der Solinger Innenstadt zurück in die Hauptverwaltung nach Wald verlegt, im Oktober 2020 wurde ein neues Kundenzentrum in Solingen-Ohligs eröffnet. 2021 folgte ein neues Kundenzentrum in Köln-Dellbrück.

### Zusammenschluss mit BKK Grillo-Werke AG
Zum 1. Januar 2022 erfolgte der Zusammenschluss mit der BKK Grillo-Werke AG. Beide Kassen firmieren nun unter dem gemeinsamen Namen Bergische Krankenkasse. Mit dem Zusammenschluss übernahm die Bergische Krankenkasse auch die Geschäftsstelle auf dem Gelände der Grillo-Werke in Duisburg. 

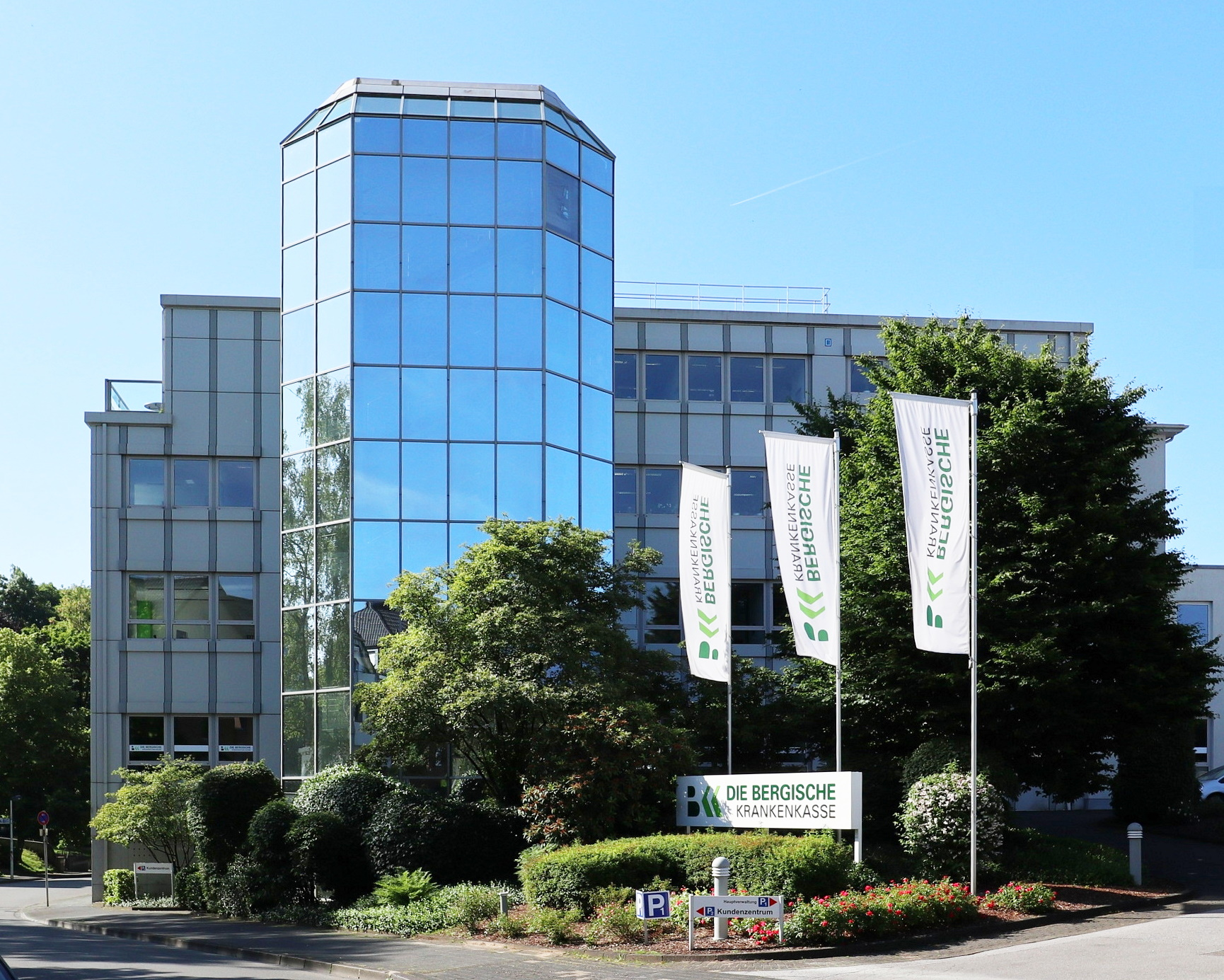
Hauptverwaltung und Kundenzentrum in Solingen-Wald

## Kundenzentren
Kundenzentren befinden sich in Köln, Wuppertal, Solingen, Leverkusen sowie Duisburg.

## Beitragssätze
Seit 1. Januar 2009 werden die Beitragssätze vom Gesetzgeber einheitlich vorgegeben. Die BKK erhob bis 31. Dezember 2014 keinen einkommensunabhängigen kassenindividuellen Zusatzbeitrag. 2017 und 2018 erhob sie einen einkommensabhängigen Zusatzbeitrag in Höhe von 1,39 Prozent des beitragspflichtigen Einkommens, 2019 von 1,15 Prozent, 2020 von 1,28 Prozent. Seit 1. Januar 2024 liegt der Beitragssatz bei 1,99 Prozent.

## Zusammenschluss
- Am 1. Januar 2022: BKK Grillo-Werke AG